# Kościół św. Jana w Grudziądzu
Kościół św. Jana – kościół ewangelicko-augsburski przy ul. Szkolnej 10 w Grudziądzu.

## Historia
Kościół został zbudowany w 1916 r. jako świątynia Kościoła Katolicko-Apostolskiego działającego w Grudziądzu od roku 1864, w miejsce dotychczasowej kaplicy przy ul. Trynkowej (obecnie ul. Marii Curie-Skłodowskiej). Wzniesiony został zapewne według projektu miejskiego budowniczego F. Winklera. Usytuowany na Starym Mieście, w narożniku dobrze zachowanych gotyckich murów obronnych, wzdłuż których po stronie zewnętrznej prowadziła alejka spacerowa. Teren ten poprzednio należał do szkoły. Nieduży kościół jest przykładem późnego neogotyku, uproszczonego w duchu modernizmu, umiejętnie dostosowanego do zabytkowego otoczenia. Jest ceglany, jednonawowy, bezwieżowy, z płytkim prezbiterium zwróconym w stronę południową. Dwuspadowy dach jest kryty dachówką. Wyróżnia się fasada z trójkątnym szczytem, zaakcentowana gęstym rytmem ukośnie ustawionych sterczyn, od których odcinają się wąskie, jasno tynkowane blendy. Doskonale zamyka ona perspektywę z ul. Murowej. Elewacje boczne zostały wzmocnione przyporami. Wnętrze, z nawą krytą beczkowym sufitem i prezbiterium krytym stropem, oświetlają prostokątne okna. Długość świątyni wynosi 22,9 m, szerokość 9,8 m. Z uwagi na spadek terenu, wejście poprzedzone schodami znajduje się z boku od zachodu, natomiast po stronie wschodniej w przyziemu usytuowano pomieszczenie mieszkalne.
Podczas działań wojennych w 1945 r. kościół został uszkodzony. Opuszczony budynek w 1946 r. przejęła polska parafia ewangelicko-augsburska, zorganizowana w roku 1931 i do 1939 korzystająca wraz z parafią ewangelicko-unijną z dużego kościoła przy ul. Mickiewicza. Dzięki staraniom parafian, a szczególnie inż. Artura Damica, już 3 listopada mogło się odbyć poświęcenie kościoła św. Jana. W 1947 r. zbudowano ogrodzenie, a do 1948 r. kompletowano wyposażenie z innych świątyń poewangelickich. Wewnątrz znajduje się neogotycki ołtarz z obrazem z 1936 przedstawiającym Powołanie pierwszych uczniów Chrystusa (Łk 5, 1-11), neogotycka jest również ambona, chrzcielnica i prospekt organowy.
Obok kościoła ustawiono figurę Chrystusa, nawiązującą do rzeźby Bertela Thorvaldsena. W latach 2001–2002 przeprowadzono generalny remont świątyni.

## Cmentarz
Na cmentarzu ewangelickim założonym w 1894 r. przy ul. Cmentarnej zachowała się efektowna neorenesansowa brama wjazdowa oraz kaplica pogrzebowa, kostnica i dom grabarza. W kaplicy zabezpieczono interesującą figurę żałobnicy z nagrobka Hermanna Sawitzkiego (zm. 1918), poza nią przetrwało niewiele starych nagrobków.

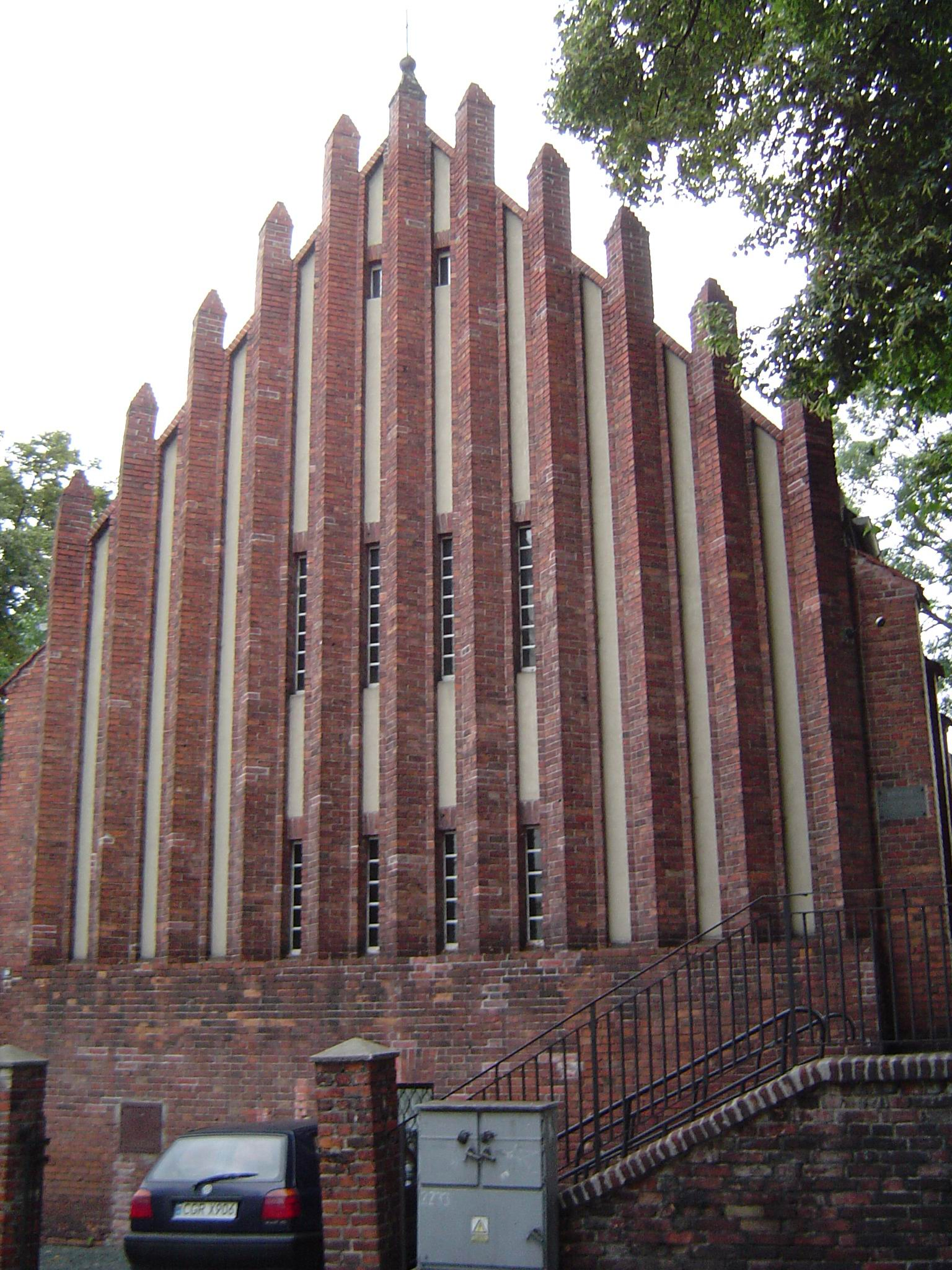
Kościół św. Jana od ul. Szkolnej